# Biar
Biar ist eine südostspanische Gemeinde (municipio) mit 3.634 Einwohnern (Stand: 2024) in der Provinz Alicante der Valencianischen Gemeinschaft.

## Geographie

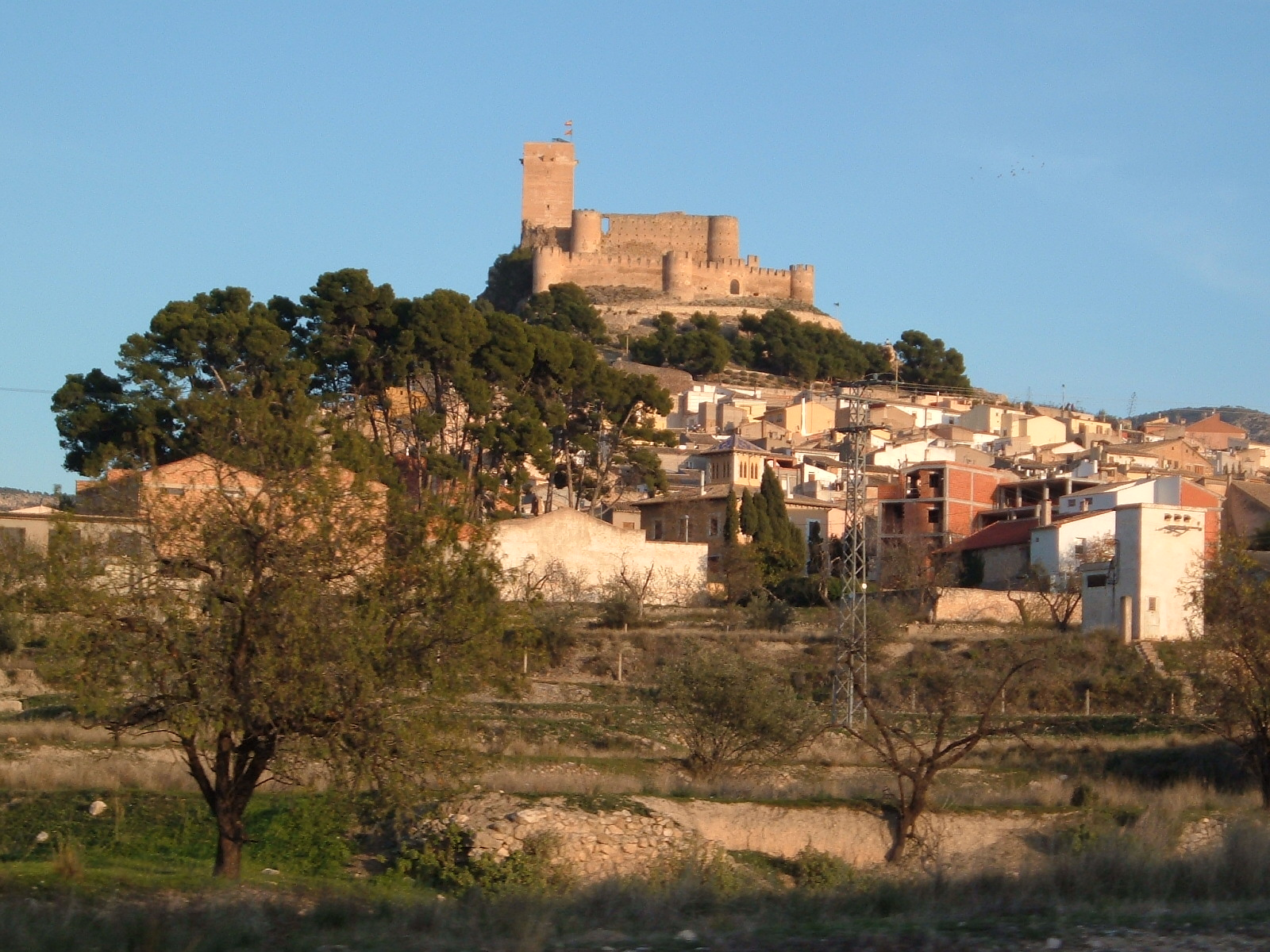
Das Castillo de Biar

Biar liegt am Fuße des Serra Mariola im Südosten Spaniens. Die Gemeinde befindet sich etwa 39 km nordwestlich von Alicante und rund 20 km nördlich von Elda. Das Zentrum des Ortes liegt 700 Meter über dem Meeresspiegel und etwa 1,7 km südlich von Biar liegt der höchste Punkt des Stadtgebietes auf 987 msnm.
Im Norden grenzt die Gemeinde an Beneixama, La Canyada und El Camp de Mirra, im Osten an Banyeres de Mariola und Onil, im Süden an Sax und Castalla sowie im Westen an Villena.

## Geschichte
Die Herkunft des Namens Biar ist umstritten. So besagt eine Theorie, dass der Name vom lateinischen Wort apiarium (deutsch: Ort der Bienen) abstammt, da in der Region früher viel Honig produziert wurde. Eine weitere Möglichkeit wäre eine Abstammung vom arabischen Wort بئار (bi'ār), was in etwa so viel wie Vertiefung bedeutet.

## Bevölkerungsentwicklung
| Jahr      | 1900  | 1910  | 1920  | 1930  | 1940  | 1950  | 1960  | 1970  | 1981  | 1991  | 2001  | 2003  | 2009  | 2015  |
| Einwohner | 3.550 | 3.534 | 3.274 | 3.287 | 2.838 | 2.733 | 2.748 | 2.976 | 3.151 | 3.395 | 3.539 | 3.578 | 3.723 | 3.657 |

## Sehenswürdigkeiten
- Das im 12. Jahrhundert erbaute Castillo de Biar
- Die Kirche Nuestra Señora de la Asunción aus dem 15. Jahrhundert